# Cedar Hills
Cedar Hills – jednostka osadnicza w Stanach Zjednoczonych, w stanie Oregon, w hrabstwie Washington.
Z Cedar Hills pochodzi Arielle Martin, amerykańska kolarka BMX.